# Bannetocht
De Bannetocht is een schaatstoertocht op natuurijs, die in strenge winters op het water van het Wormer- en Jisperveld in de omgeving van Jisp in de Nederlandse provincie Noord-Holland wordt verreden.
De Bannetocht wordt georganiseerd door de ijsverenigingen van Jisp, Spijkerboor, Jispersluis en Wijdewormer. De route, die via de polderwateren en een deel van de ringvaart van de Wijdewormer langs deze dorpen voert, bedraagt circa 30 kilometer. De route kan een- tot viermaal worden afgelegd.
De laatste Bannetocht op de schaats werd verreden op 11 februari 2012.

## Bannetocht voor fietsers en wandelaars op Bevrijdingsdag
Omdat er niet ieder jaar op natuurijs kan worden geschaatst, wordt er sinds 1996 jaarlijks op Bevrijdingsdag een BevrijdingsBannetocht voor fietsers en wandelaars georganiseerd. Deze heeft een lengte van 26 km en voert door de kernen van de gemeente Wormerland